# Terroranschlag in Sanaa am 5. Dezember 2013
Bei dem Terroranschlag in Sanaa am 5. Dezember 2013 wurden das Verteidigungsministerium Jemens und ein Militärhospital in Sanaa angegriffen. Dabei starben 56 Menschen, darunter auch zwei Entwicklungshelfer der Gesellschaft für Internationale Zusammenarbeit (GIZ).

## Anschlag
Die bewaffneten Angreifer töteten zunächst vier am Gelände des Verteidigungsministeriums aufgestellte Wachen. Nachdem das Tor geöffnet war, fuhr ein Selbstmordattentäter einen mit Sprengstoff beladenen Wagen in den Westeingang des Komplexes. Anschließend folgte ein koordinierter Angriff von Milizionären in einem anderen Auto. Die bewaffneten Männer drangen in das Al-Oradi-Krankenhaus ein und schossen auf die Anwesenden, von denen viele getötet wurden. Mindestens sechs der Opfer waren Ärzte und vier waren Patienten des Krankenhauses, welches innerhalb des Komplexes des Verteidigungsministeriums liegt. Berichten zufolge soll es am späten Nachmittag zu einem weiteren koordinierten Angriff und einem mehrstündigen Schusswechsel zwischen in jemenitische Militäruniformen gekleideten Angreifern und Sicherheitskräften außerhalb des Komplexes gekommen sein.

## Opfer
Bei dem Anschlag wurden 56 Menschen getötet und 215 verwundet. Unter den Opfern befanden sich auch ausländische medizinische Fachkräfte. Unter den Getöteten waren sieben philippinische medizinische Mitarbeiter (darunter ein Arzt), zwei deutsche Helfer, zwei vietnamesische Ärzte und eine indische Krankenschwester.
| Nationalität | Tote |
| ------------ | ---- |
| Jemen        | 20+  |
| Philippinen  | 7    |
| Deutschland  | 2    |
| Vietnam      | 2    |
| Indien       | 1    |

## Täter
Am 5. Dezember reklamierte die Ansar al-Scharia den Anschlag für sich, eine salafistische Dachorganisation, zu der unter anderem Teile der al-Qaida auf der Arabischen Halbinsel gehören.
Verantwortlichen Beamten zufolge wurden alle zwölf Angreifer, hauptsächlich Saudi-Araber, getötet.
Die al-Qaida auf der Arabischen Halbinsel entschuldigte sich später für den Angriff auf das Militärkrankenhaus und bot den Familien der Todesopfer ein Blutgeld und für die Verletzten die Bezahlung der medizinische Behandlung an.

## Folgen und Reaktionen
Nach Angaben eines hochrangigen Beamten des Verteidigungsministeriums der Vereinigten Staaten erhöhte das US-Militär nach den Anschlägen am 6. Dezember seinen regionalen Alarmstatus. „Das US-Militär ist voll und ganz bereit, unsere jemenitischen Partner nach diesem Vorfall zu unterstützen“, sagte der Beamte unter der Bedingung der Anonymität und ohne Angabe weiterer Details gegenüber der Nachrichtenagentur Reuters.
Als Reaktion auf den Angriff, bei dem auch sieben philippinische Staatsangehörige ums Leben kamen, verbot die Regierung der Philippinen die Entsendung von Gastarbeitern in den Jemen. Sie sagte zu, für die eventuellen Kosten für die Rückkehr von Filipinos aus dem Jemen aufzukommen.
Die deutsche Bundesregierung reduzierte vorübergehend das Personal ihrer Botschaft in Sanaa und forderte ihre Hilfskräfte im Jemen auf, das Land „so schnell wie möglich“ zu verlassen.